# Cho Won-hee

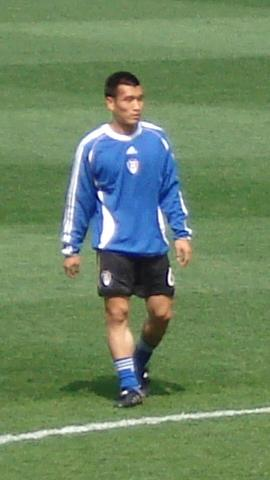
Cho Won-Hee

Cho Won-Hee (Seul, 17 de abril de 1983) é um ex-futebolista profissional sul-coreano. Representou seu país na Copa do Mundo de 2006, na Alemanha.

## Carreira
Como uma criança, Cho muitas vezes jogado como atacante. Mais tarde, quando ele foi escolhido para a Seleção da Coréia do Sul Sub-20, ele também jogou como ala esquerda. Em 2001, Cho estava planejando para jogar futebol na universidade como muitos outros jogadores coreanos fazer, mas ele não conseguiu fazê-lo, ele assinou com Ulsan Hyundai, um dos clubes mais bem sucedidos na K-League. 
Em 2003, Cho decidiu juntar-se Sangju Sangmu Phoenix, a equipe do exército para terminar o seu dever exército e jogar futebol da primeira equipa. Lá, ele foi bastante impressionante, e depois de sua 2-anos-dever de Gwanju, mudou-se para Suwon Samsung Bluewings, uma equipe que foi apelidada de "Suwon Real" para os seus salpicos de caixa-contratações. Ele originalmente interpretado como um Lateral direito ou zagueiro direito no Estádio Big Bird, competindo para regular com Song Chong Gug-, mas em 2007, após uma lesão de longa duração de volante Kim Nam-Il, ele mudou sua posição para médio-defensivo.
Ao longo da temporada 2007, ele não foi muito impressionante, e muitos fãs estavam especialmente preocupados com o seu falecimento áspero. No entanto, na próxima temporada, ele mostrou a sua qualidade com o passar do melhor e da vista, e tornou-se uma primeira equipe regular. Depois de levantar o troféu da liga com o Suwon, ele se tornou agente livre.

## Títulos
Suwon Samsung Bluewings
- K-League: 2008
- Korean FA Cup: 2010
- Samsung Hauzen Cup: 2008

Guangzhou Evergrande
- Super Liga Chinesa: 2011,[2] 2012,[2] 2013, 2014
- Chinese FA Super Cup: 2012[2]
- Liga dos Campeões da AFC: 2013

Individual
- K-League: 2008 (melhor jogador)